# Jugend und Gewalt – ich schlage zu
Jugend und Gewalt – ich schlage zu (auch bekannt unter dem Namen des ersten Gastes Osman) ist eine Episode der Talkshow Fohrler Live von 2001 im Schweizer Fernsehprogramm. Das Thema war Gewalt unter Jugendlichen. Aufzeichnungen der Episode und besonders  Best-of-Zusammenschnitte gingen viral. Gemäss Basler Zeitung ist die Episode eines der «wichtigsten Stücke Schweizer Kulturgeschichte». Diverse Äusserungen der Gäste fanden Eingang in die Alltagssprache. Die Sendung lief von 1999 bis 2001 auf dem Schweizer Sender TV3 und wurde von Dani Fohrler moderiert.

## Kulturelle Bedeutung
Eine wissenschaftliche Arbeit der Universität Zürich von 2017 über den Sprachgebrauch von Jugendlichen mit Migrationshintergrund stützt sich teilweise auf Zitate aus der Sendung. Sie wird als «eines der ersten Dokumente für primären Ethnolekt in der Deutschschweiz» bezeichnet.

## Reaktionen der Gäste auf die Sendung
2022 sagte Osman in einem Interview, sein Auftritt in der Sendung sei gespielt gewesen, und er sei nie so gewesen, wie er sich in der Sendung gegeben habe.
Im Sommer 2018 spürte der Blick den damals jugendlichen Zuschauer Nadir auf, der sich in der Sendung zu Wort gemeldet hatte. Unter dem Titel «Was macht eigentlich Fettli-Nadir?» veröffentlichte das Boulevardblatt  einen Artikel, in dem er über sein Leben berichtete und erklärte, seine Teilnahme an der Sendung zu bereuen.

## Zitate

### Osman
- «Meinst du, du bist krass, weil du Bändeli (Bandana) hast?»
- «Ich habe Ehre, Mann, ich habe Stolz!»
- «Da innen, das Herz, Mann, das muss stimmen, Mann.»
- «Du und Türsteher? Du stehst bei mir zuhause vor dem WC.»
- «Daneben sind wir nicht, wir sind zwischen deinen Beinen.»
- «Hock ab und nimm ab!»

### Zuschauer im Studio
- «Jede cha mache was er will, will jede staht dezue, was er macht.» (Jeder kann machen was er will, weil jeder steht dazu, was er macht)
- «Das isch grad di gröschti Aafiggerei gsi, da wird man grad nervös, da wird man grad nervös. Da chönd sie grad druf warte Fuscht id Frässi z’becho.» (Das ist gerade die grösste Anfickerei gewesen, da wird man gleich nervös, da wird man gleich nervös. Da können sie gleich drauf warten eine Faust in die Fresse zu bekommen.)
- «Wottsch du min Fettli ha?» (Willst du mein Foto haben?)